# Metal Commando
Metal Commando  trinaesti je studijski album njemačkog power metal sastava Primal Fear. Album je objavljen 24. srpnja 2020. godine, a objavila ga je diskografska kuća Nuclear Blast.

## Popis pjesama
| 1.    | »I Am Alive«               | 4:34  |
| 2.    | »Along Came the Devil«     | 4:21  |
| 3.    | »Halo«                     | 4:19  |
| 4.    | »Hear Me Calling«          | 4:39  |
| 5.    | »The Lost & the Forgotten« | 4:08  |
| 6.    | »My Name Is Fear«          | 4:04  |
| 7.    | »I Will Be Gone«           | 4:26  |
| 8.    | »Raise Your Fists«         | 3:52  |
| 9.    | »Howl of the Banshee«      | 4:54  |
| 10.   | »Afterlife«                | 4:29  |
| 11.   | »Infinity«                 | 13:12 |
| 56:58 |                            |       |

## Zasluge
Primal Fear
- Mat Sinner – bas-gitara, vokali, produciranje
- Tom Naumann – gitara
- Ralf Scheepers – vokali, prateći vokali
- Magnus Karlsson – gitara, klavijature
- Alex Beyrodt – gitara
- Michael Ehré – bubnjevi

Ostalo osoblje
- Jacob Hansen – miksanje, snimanje, mastering
- Stephan Lohrmann – omot albuma
- Heilemania – dizajn